# エスパソル
エスパソル(Espasol)は、フィリピンのライスケーキである。ラグナ州が発祥で、伝統的にクリスマスシーズンに販売される。ココナッツミルクで煮た米粉とココナッツストリップから作り、最後に炒った米粉をかける。
espasolという用語は、厚化粧の人を表す。